# Eberhard von der Mark
Eberhard von der Mark (ur. 31 maja 1472 w Sedanie, zm. 27 lutego 1538 w Liège) – niderlandzki kardynał.

## Życiorys
Urodził się 31 maja 1572 roku w Sedanie, jako syn Roberta von der Marka i Jeanne de Marley, pochodzących z biskupstwa Liège. Studiował na Uniwersytecie Kolońskim, gdzie uzyskał licencjat z prawa kanonicznego. W młodości został kanonikiem kapituły katedralnej w Liège, a kilkanaście lat później po podróży do Rzymu – protonotariuszem apostolskim. Ludwik XII mianował go francuskim ambasadorem przy Maksymilianie I. 25 lutego 1506 roku został wybrany biskupem Liège. 13 maja przyjął święcenia kapłańskie, a cztery dni później – sakrę. Dwa lata później został także biskupem Chartres i pełnił tę funkcję do 1525 roku. Z czasem przestał sprzyjać Francji i sprzymierzył się z cesarzem, dzięki czemu w 1509 roku został księciem-biskupem Liège. Był ambasadorem Karola V we Frankfurcie, co zapewniło arcyksięciu Austrii elekcję na nowego cesarza w 1519 roku. Karol mianował go swoim doradcą, a rok później – dożywotnim administratorem apostolskim Walencji. Kapituła katedralna wybrała na arcybiskupa Gaspara Jofré de Borję, jednak Leon X nie zatwierdził tej decyzji i mianował Marka na funkcję arcybiskupa. 9 sierpnia 1521 roku został kreowany kardynałem prezbiterem i otrzymał kościół tytularny San Crisogono. Nakłaniał naukowców z Uniwersytetu Lyońskiego, by odrzucili tezy Marcina Lutra i był jednym z pierwszych biskupów egzekwujących bullę Exsurge Domine. Wkrótce potem brat kardynała, Robert II von der Mark wypowiedział wojnę cesarzowi, jednak Eberhard pozostał lojalny wobec Karola V. Klemens VII rozważał mianowanie go inkwizytorem generalnym Niderlandów (nie doszło do tego), a sam kardynał wprowadził ścisłe regulacje dotyczące przestrzegania dyscypliny duchowieństwa i zakazu rozpowszechniania pism protestanckich. Był obecny w czasie podpisywania pokoju w Cambrai w 1529 roku oraz podczas obrad Sejmu Rzeszy we Frankfurcie rok później. Jesienią 1537 roku został legatem a latere w Niderlandach. Zmarł 27 lutego 1538 roku w Liège.